# Barraca G-07
La barraca G-07 és una barraca de vinya del municipi de Subirats (Alt Penedès), situada al Fondo de Mas Granada, a les muntanyes d'Ordal.
És una construcció aixecada en pedra seca, parcialment adossada a un marge, de planta circular de 3,20 m de diàmetre i una alçada total de 2,25 m. La construcció és de la tipologia de sostre de falsa cúpula. Té un cocó, una fornícula i una espitllera. El portal, de llinda plana, està esbiaixat, està orientat al sud, té una alçada de 127 cm, una amplada de 40 cm i un gruix de 70 cm. Tenia una esllavissada al costat dret, que fou restaurada abans del 2022.
El codi utilitzat en la denominació d'aquesta barraca (lletra + número) procedeix d'un estudi realitzat per Araceli Soler i Jaume Rovira, que intenta sistematitzar la informació sobre aquests elements arquitectònics al terme de Subirats.